# Jelena Čanković
Jelena Čanković és una centrecampista de futbol internacional per selecció femenina de futbol de Sèrbia. Ha jugat la Lliga de Campions amb el Spartak Subotica, el FC Barcelona i el Ferencváros TC, on juga actualment.
La seva cosina Jovana Damnjanovic també és futbolista internacional.

## Trajectòria
| Temporades    | Club             | Títols             |
| ------------- | ---------------- | ------------------ |
| 11/12 - 12/13 | Spartak Subotica | 2 Lligues, 2 Copes |
| 13/14         | FC Barcelona     | 1 Lliga, 1 Copa    |
| 14/15         | Spartak Subotica | 1 Lliga, 1 Copa    |
| 15/16 - act.  | Ferencváros TC   | 1 Lliga            |